# Images (groupe)
Pour les articles homonymes, voir Image (homonymie).
Images [imaʒ] est un groupe français de musique de variétés, qui a connu un grand succès entre 1986 et 1988. Ses membres sont de Toulouse. Le groupe a été rejoint en 1999 par le chanteur Émile Wandelmer et a adopté un nouveau nom Émile et Images. En 1986, leur plus grand succès, Les Démons de minuit, a été classé numéro un pendant 13 semaines en France.

## Historique

### Les années 1980
Images était composé du chanteur Mario Ramsamy, de Jean-Louis Pujade à la batterie, et de Christophe Després à la basse. Par la suite, Christophe Després quitte le groupe en octobre 1986 et est remplacé par Frédéric Locci à la basse et aux chœurs, et co-composera L'Album d'Images. Christophe Després formera Pacifique avec son frère Stéphane et la chanteuse Cathy Lajous. Pacifique est également un groupe des années 1980 et interprète le tube Quand tu serres mon corps en 1989.
Le groupe Images fut notamment connu pour son titre en 1986, Les Démons de minuit. Restée no 1 du Top 50 français durant 13 semaines consécutives, la chanson fut reprise plusieurs fois. Le clip de cette chanson fit quelque peu scandale, car il représentait un homme d'Église en proie à la tentation. Peu de temps après sort la version anglaise, intitulée Love Emotion.
Dans les mois qui suivent, Images produit plusieurs autres tubes, comme Corps à corps (no 4, en 1987), Le Cœur en exil (no 6, en 1987) ou Maîtresse (no 6, en 1988). Ces chansons sont réunies sur leur premier album intitulé L'Album d'Images, sorti en 1987.

### Les années 1990
À la suite du départ de Frédéric Locci, en 1990, le trio devient duo et se réduit à Mario Ramsamy et Jean-Louis Pujade. Le groupe, malgré d'autres albums, reste plus ou moins dans l'ombre.
En 1999, Images est rejoint par Émile Wandelmer, l'ex-chanteur du groupe Gold, qui avait déjà notamment prêté sa voix dans les chœurs du 45 tours Le Cœur en exil en 1987. Ainsi naît Émile et Images, qui renoue avec le succès en sortant l'album Jusqu'au bout de la nuit, incluant les plus grands succès respectifs d'Émile Wandelmer et d'Images, entièrement ré-instrumentalisés, album qui se vendra à plus d'un million d'exemplaires en France.

## Discographie

### Albums studio
- 1987 : L'Album d'Images
- 1990 : Le Sens du rythme
- 1993 : Rendez-nous nos rêves
- 1997 : Soleil d'argile

### Compilations
- 1995 : Le Meilleur d'Images
- 1996 : The Very Best Of
- 1999 : Collection légende
- 2001 : Le Best Of
- 2016 : The Singles Collection

### Singles
- 1986 - Les Démons de minuit
- 1986 - Love Emotion (version anglaise de Les Démons de minuit)
- 1987 - Corps à corps
- 1987 - Le Cœur en exil
- 1987 - Maîtresse
- 1988 - Quand la musique tourne
- 1988 - L'Enfant des rizières
- 1989 - Soleil
- 1989 - Megamix
- 1990 - Danger d'amour
- 1990 - Nasty
- 1991 - Le Sens du rythme
- 1993 - Rendez-nous nos rêves
- 1993 - Sauvez l'amour (de Daniel Balavoine)
- 1993 - Mon ange
- 1995 - Naomi (Jaloux de vous)
- 1996 - Les Démons de minuit Remix 96